# Šangri-La, Junan
Šangri-La (kitajsko: 香格里拉; pinjin: Xiānggélǐlā; tibetansko སེམས་ཀྱི་ཉི་ཟླ།) je mesto na ravni okrožja v severozahodni provinci Junan na Kitajskem, poimenovano po mitični deželi, upodobljeni v romanu Izgubljeno obzorje iz leta 1933. Je glavno in največje mesto tibetanske avtonomne prefekture Dičing. Na jugu meji na mesto Lidžjang, na severozahodu, severu in vzhodu pa na provinco Sečuan.

## Geografija
Mesto Šangri-La leži na vzhodu prefekture Dičing, v severozahodnem delu Junana. Meji na okrožja Daočeng in Muli, na vzhodu na Sečuan, na jugu na okrožje Julong na Lidžjang in okrožje Veiši, na zahodu na okrožje Dečin ter na severu in severozahodu na okrožje Derong in okrožje Šjangčeng v Sečuanu.

### Podnebje
Šangri-La ima bodisi suho zimsko, toplo-poletno vlažno celinsko podnebje (Köppnova podnebna klasifikacija: Dwb) z izotermo 0 °C bodisi suho zimsko subtropsko višavsko podnebje (Köppnova podnebna klasifikacija: Cwb) z izotermo -3 °C, ki sta zaradi visoke nadmorske višine, ki se giblje med 2700 in 3500 metri, nenavadno hladni po junanskih standardih. Zime so hladne, a sončne, s 24-urno povprečno januarsko temperaturo -2,0 °C, poletja pa so hladna, s 24-urno povprečno julijsko temperaturo 13,9 °C in pogosto deževje; več kot 70 % letnih padavin pade od junija do septembra. Letno povprečje je 6,32 °C. Razen poleti so noči običajno precej hladnejše od dni. Kljub suhemu zimskemu času je majhna količina padavin običajno dovolj, da povzroči večje prometne motnje in izolira območje med novembrom in marcem.

## Ime
Mesto je bilo prvotno okrožje z imenom Džongdjan (中甸县; Zhōngdiàn Xiàn); tibetansko prebivalstvo je območje imenovalo po tradicionalnem imenu Gjalthang (tibetansko རྒྱལ་ཐང་, Wylie: rgyal thang, ZYPY: Gyaitang), kar pomeni 'kraljevske ravnice'. Kitajska vlada je 17. decembra 2001 okrožje preimenovala v Šangri-La po izmišljeni deželi Šangri-La iz romana Jamesa Hiltona Lost Horizon iz leta 1933. To preimenovanje, skupaj z nadgradnjo okrožja v mesto na ravni okrožja 16. decembra 2014, je bilo del prizadevanj kitajske vlade za spodbujanje turizma na tem območju. Kitajsko ime sedeža okrožja, Džjantang (建塘; Jiàntáng), odraža mandarinščino za Gjalthang.

## Zgodovina
Zgodaj zjutraj 11. januarja 2014 je v 1000 let stari tibetanski soseski Dukezong izbruhnil požar. Uničenih je bilo približno 242 domov in trgovin, 2600 prebivalcev pa je bilo razseljenih. Požar je uničil približno polovico starega mestnega jedra. Kasneje so se prebivalci lahko vrnili v svoje domove in trgovine. Do konca leta 2014 se je začela obnova in turizem se je začel vračati. Turizem na splošno ni bil prizadet zaradi požara, saj glavne znamenitosti v starem mestnem jedru, kot sta molitveno kolo in templji, niso bili poškodovani. Številne druge glavne znamenitosti se nahajajo zunaj starega mestnega jedra.

## Demografija in jeziki
Južno polovico mesta naseljuje ljudstvo Naši, ki govori jezik Naši, lolo-burmanski jezik, ločen od tibetanskih jezikov. Severno polovico naseljujejo Khampi, ki govorijo južno različico tibetanskega jezika Khams. Jugozahodno mandarinščino po vsem mestu govorijo Han Kitajci.
Vzdušje mesta je izrazito tibetansko z molitvenimi zastavami, ki plapolajo, gorami, znanimi po svetih imenih, lamaserijami in skalami, na katerih so v tibetanskem jeziku napisane budistične sutre.

## Narodni park
Narodni park Pudacuo, prvi narodni park na Kitajskem, ki izpolnjuje standarde IUCN, je del zaščitenih območij svetovne dediščine Zavarovana območja v narodnem parku treh vzporednih rek v provinci Junan.
- Letni festival konjskih dirk, 2. junij 1995
- Pogled na staro mestno jedro Šangri-La
- Samostan Gandan Sumtseling
- Železniška postaja Shangri-La pred obratovanjem (september 2023)